# خالد أل صالح
خالد أل صالح (15 يناير 1988 باللاذقية في سوريا - ) هو لاعب كرة قدم سوري في مركزي الوسط والدفاع. شارك مع منتخب سوريا تحت 20 سنة لكرة القدم. أما مع النوادي، فقد لعب مع نادي الشرطة ونادي الطليعة ونادي المبرة ونادي تشرين ونادي كفرسوم.

## وصلات خارجية
- خالد أل صالح على موقع Soccerway.com (الإنجليزية)